# John Henry Oechtering
John Henry Oechtering (auch John H. Oechtering; * 23. Dezember 1845 in Lingen (Ems), Königreich Hannover; † Januar 1942 in Riesenbeck; eigentlich Johannes Heinrich Oechtering) war ein deutsch-US-amerikanischer römisch-katholischer Geistlicher.
Der später zum Prälaten ernannte Priester wirkte im Bistum Fort Wayne, wo er von 1903 bis 1927 Generalvikar war. Er ist auch als theologischer Autor und Dramatiker hervorgetreten.

## Leben und Wirken

### Familie und Ausbildung
Johannes Heinrich Oechtering war einer der Söhne von Clemens Oechtering und dessen Frau Maria geborene Grotemeier. Er wuchs in seiner Geburtsstadt Lingen auf, wo er auch zur Schule ging und im Alter von zwölf Jahren das Gymnasium Georgianum besuchte. Die Familie wanderte später nach Riesenbeck aus, das seinerzeit zu Preußen gehörte. 1858 setzte Johannes Oechtering seine Schulbildung, Erziehung und theologische Ausbildung in Münster am 1854 errichteten Theologenkonvikt Collegium Borromaeum fort, wo er sieben Jahre blieb, und studierte anschließend zwei Jahre lang an der Westfälischen Wilhelms-Universität.
Oechtering entschied sich, nach Nordamerika zu gehen, um sich an der Seelsorge für die dorthin ausgewanderten zahlreichen deutschen Katholiken zu beteiligen. Das hatte auch familiäre Hintergründe. So war sein Cousin August Bernard Oechtering (* 8. September 1837 in Rheine; † 27. Dezember 1898 in Fort Wayne), der 1858 ausgewandert war, dort bereits als Pastor tätig. Und seine Schwester Marie (Mary) A. Oechtering heiratete 1889 den Geschäftsmann William N. Schindler, der mit seinem Mühlenunternehmen in Mishawaka tätig war. Zur Vorbereitung auf seine Tätigkeit in den USA trat Johannes Oechtering 1867 als Priesteramtskandidat in das American College of Louvain in Löwen ein. Am 21. Mai 1869 wurde er vom Erzbischof des Erzbistums Mecheln, Victor-Augustin-Isidore Dechamps, in Mecheln zum Priester geweiht und noch im gleichen Jahr in das junge Bistum Fort Wayne im Bundesstaat Indiana entsandt. Er anglisierte seine Vornamen nun zu John Henry.

### Die ersten Jahre im Bistum Fort Wayne
Ein Jahr lang war John Oechtering als Seelsorger den Gläubigen in Elkhart zugeteilt, wohnte allerdings im benachbarten Mishawaka, wo seinerzeit sein Cousin August Bernard Oechtering Pastor war. Sein nächstes Einsatzgebiet war das LaPorte County, das 1870 erst etwa 27.000 Einwohner zählte. Dort war er in La Porte zehn Jahre lang Pastor an der St. Joseph’s Church.

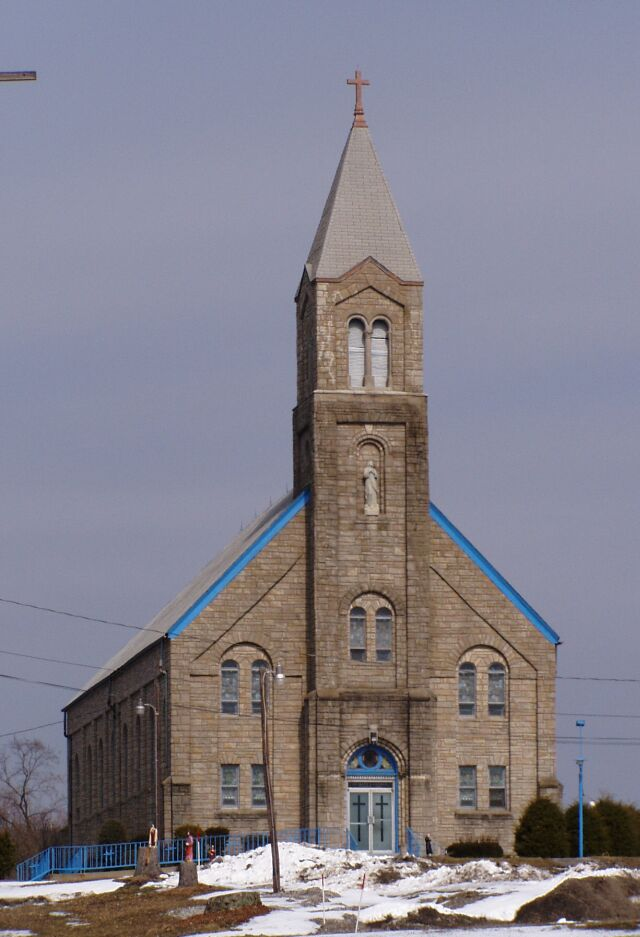
Father Oechtering ließ 1873 die St. Mary’s Catholic Church in Otis erbauen.

In dieser Funktion war Father Oechtering auch für die Katholiken in Otis zuständig. Als erster Priester überhaupt besuchte er den Ort – seinerzeit auch bekannt als Salem Crossing – und dessen Umgebung. Die dortige Bevölkerung, die sich zum römisch-katholischen Glauben bekannte, bestand im Jahr 1870 aus etwa 54 polnischstämmigen sowie zwei oder drei deutschstämmigen Familien. Pastor Oechtering ließ dort 1873 die erste Kirche, die St. Mary’s Catholic Church, erbauen. Zudem sorgte er dafür, dass Reverend Francis X. Szulak S J aus Chicago mehrmals im Jahr dorthin kam, damit die polnischstämmigen Familien die Sakramente empfangen konnten. Kurz darauf wurde dann Reverend Peter Koncz der erste Pastor, der auch in Otis wohnte.

### 47 Jahre lang Pastor der Pfarrgemeinde St. Mary
1880 wurde John H. Oechtering zum Pastor der Pfarrgemeinde St. Mary in Fort Wayne bestellt. Dort wirkte er – 1888 von Bischof Joseph Gregory Dwenger CPpS zum „Irremovable Rector“ dieser Kirche ernannt – 47 Jahre lang.
In dieser Zeit musste er die Kirche neu errichten lassen. Denn am 13. Januar 1886 explodierte aus nie geklärter Ursache der Dampfkessel unter dem 1858/59 erbauten Kirchengebäude und verwüstete es, ebenso das Pastorat. Bei dem Unglück kamen zwei Menschen ums Leben. Pastor Oechtering und seine Gemeinde ließen sich durch dieses tragische Ereignis jedoch nicht entmutigen und gingen kurz darauf daran, eine neue, größere Kirche zu errichten. Der im Stil der Neugotik ausgeführte Neubau kostete 100.000 Dollar. Die Altarweihe durch Bischof Dwenger war am dritten Adventssonntag 1887. Die Anlage mit der Heizungstechnik wurde sicherheitshalber jedoch in einem separaten Gebäude südlich der Kirche untergebracht.
Außerdem ließ Father Oechtering 1886 ein neues Pastorat errichten und 1892 das alte Schulhaus durch die St. Mary’s Academy ersetzen. 1903 folgte nicht weit vom Kirchengelände der Bau einer neuen Jungenschule. Im Jahr 1907 hatte die Gemeinde 2196 Mitglieder in 488 Familien. Reverend Oechtering sorgte dafür, dass sich das Gemeindeleben nicht nur äußerlich sichtbar durch Bauwerke entfaltete, sondern auch innerhalb durch die Gründung einer ganzen Reihe neuer kirchlicher Gruppen und Verbände. Zeitweise hatte der Geistliche das Amt eines Moderators des Dekanats Fort Wayne inne.

### In der Bistumsleitung
Doch auch in der Bistumsleitung selbst übernahm Pastor Oechtering wichtige Ämter. Er war für die Diözese unter anderem Richter am Ehegericht (Matrimonial Court), erzbischöflicher Schulvisitator und Präsident der Schulbehörde (School Board). Nicht zuletzt wegen seiner Finanztalente berief ihn Bischof Alerding 1903 zum Generalvikar („Vicar General“) des Bistums Fort Wayne. Oechtering akzeptierte unter der Bedingung, dass er sein Amt als Pastor behalten konnte. Als Generalvikar war er ebenfalls maßgeblich an zahlreichen Projekten des Bistums beteiligt, darunter dem 1927 vollendeten Bau des Catholic Community Center (CCC) in Fort Wayne. Nach dem Tod von Bischof Alerding am 6. Dezember 1924 leitete er zudem die Diözese bis zur Einführung von Bischof John Francis Noll am 30. Juni 1925.
Darüber hinaus machte sich Oechtering als Autor einen Namen. So veröffentlichte er die Abhandlung Capital and Labor (1887). Lange Jahre ein Standardwerk war sein erstmals 1899 erschienener Katechismus Catechism of Church History for the Higher Grades of Catholic Schools. Die zehnte Auflage dieses Lehrbuch für höhere Schulen erschien 1938. Außerdem verfasste Reverend Oechtering  eine Reihe von Theaterstücken, so die Dramen Hermenegild, William Tell, St. Cecilia – Virgin and Martyr und King Saul, die Komödie The Living Statue sowie die Farce The Discovery of America.
In Anerkennung seiner Verdienste verlieh ihm Papst Pius X. 1905 den Ehrentitel eines  Päpstlichen Hausprälaten. Damit war er der einzige Prälat im ganzen Bistum.

### Rückkehr nach Deutschland
The Right Reverend Monsignor blieb bis zum 82. Lebensjahr für sein Bistum aktiv, hielt gleichzeitig aber auch stets Kontakt zu seiner deutschen Heimat. Im April 1927 reiste er mit seiner Schwester nach Deutschland, um Hilfe für seine angegriffene Gesundheit zu finden. Als sich sein Gesundheitszustand im Herbst 1927 erheblich verschlechterte, war es ihm nicht mehr möglich, die beschwerliche Heimreise in die Vereinigten Staaten auf sich zu nehmen. Er entschloss sich daher, seine Ämter als Generalvikar und Pastor von St. Mary niederzulegen und seinen Lebensabend bei seinem Neffen in Riesenbeck zu verbringen. Dort feierte er 1929 auch sein diamantenes und 1939 sein 70-jähriges Priesterjubiläum. Der Pfarrgemeinde schenkte er 1928 eine Heizung für die Pfarrkirche St. Kalixtus. Seine Schwester Mary Schindler hatte 1923 bereits eine neue Orgel für die Kirche gestiftet.
Kurz nach seinem 96. Geburtstag starb Prälat Johannes H. Oechtering im Januar 1942. Seine letzte Ruhe fand er in der Familiengruft.